# Himno al Estado de Puebla
El Himno al Estado de Puebla es el himno oficial del Estado de Puebla, en México. Es junto con el escudo del estado uno de los dos emblemas representativos de la entidad y los municipios que la conforman.
Está constituido por un coro y dos estrofas, escritas por Josefina Esparza Soriano y musicalizadas por Juan Arturo Ortega Chávez. Fue establecido como canto oficial de la entidad el 15 de noviembre de 2001.

## Historia
En septiembre de 2000 el gobernador del estado de Puebla, Melquíades Morales Flores, convocó a través de la secretaría de cultura del estado a un concurso para la creación de un himno para la entidad a todas las personas nacidas en ella. Al finalizar se declaró desierto el primer lugar.
En junio de 2001 el comité responsable del himno hizo una petición a Josefina Esparza Soriano para que creara la letra y posteriormente le encargó la musicalización a Juan Arturo Ortega Chávez, quién ofreció tres propuestas. Anterior a esta petición Juan Arturo no pudo presentar su obra debido a que era originario del estado de Chihuahua.
El 15 de noviembre de 2001 el Congreso del estado estableció oficialmente el himno al Estado de Puebla, el cual fue publicado en el Periódico oficial del Estado de Puebla el 16 de noviembre.
El himno fue interpretado por primera vez el 18 de noviembre del mismo año en un acto público celebrado por el Instituto Cultural Poblano y el gobierno del estado.

## Legislación
El himno al Estado de Puebla se encuentra regulado por la Ley del Estado y el Himno al Estado de Puebla, publicado el 31 de diciembre de 2012. Dentro de ella se establece que el himno será ejecutado en el estado posteriormente al Himno Nacional Mexicano y en los actos cívicos del 5 de mayo, el 18 de noviembre y la toma de posesión del Gobernador del Estado y los presidentes municipales.

## Interpretación
El himno debe ser interpretado cantando el coro al inicio y final del mismo, teniendo de intermedio las estrofas con el coro intercalado entre ellas. Paralelamente puede ser interpretado de manera parcial, ejecutándose únicamente la primera estrofa con el coro antes y después de la misma.